# Le tigri di Mompracem
Le tigri di Mompracem è un romanzo d'avventure esotiche scritto dall'autore italiano Emilio Salgari. La prima stesura apparve dapprima a puntate sul giornale La Nuova Arena di Verona, fra ottobre 1883 e marzo 1884, col titolo La Tigre della Malesia (uscì serializzato anche su «Il Telefono» (1886) e su «La Gazzetta di Treviso» (dicembre 1890 - ottobre 1891)); fu poi pubblicato nella versione definitiva in volume nel 1900 col titolo attuale. Per la prima edizione la copertina venne disegnata da Giuseppe Gamba, mentre per l'edizione del 1906 fu scelto Alberto Della Valle. L'opera fa parte del ciclo indo-malese di Salgari, che ha per protagonista Sandokan, un pirata dalle nobili origini, per l'appunto soprannominato “La Tigre della Malesia”.

## Tema
Il Ciclo di Sandokan non è il frutto di un progetto organico e originariamente studiato a tavolino, ma di un'intuizione dello scrittore veneto, che ebbe l'idea di legare tra loro due diversi piani narrativi. Il primo appartiene al filone malese, orbitante attorno al personaggio di Sandokan, che fa il suo esordio proprio ne Le Tigri di Mompracem; il secondo è il filone indiano, caratterizzato da altri personaggi, per certi versi simili a quelli comparsi nelle prime avventure di Sandokan. Salgari getta i seminali del filone indiano in un romanzo pubblicato a puntate su Il Telegrafo di Livorno nel 1887, col titolo de Gli strangolatori del Gange (poi divenuto Gli amori di un selvaggio e, infine, nel 1895, pubblicato in volume come I misteri della jungla nera). 
Il fatto che l'intero ciclo non sia del tutto organico ha sempre reso complesso capire quale dei due romanzi possa considerarsi quello "apripista"; tuttavia, le date di pubblicazione, la "comodità di studio", nonché la datazione dei fatti raccontati nelle due storie suggerirebbe di considerare Le tigri di Mompracem quale primo tassello della saga, nonché dell'intero "Primo ciclo di Sandokan".

## Trama
Dicembre 1849. Il giovane pirata Sandokan, soprannominato la Tigre della Malesia, lancia dallo scoglio di Mompracem una lotta senza quartiere agli invasori europei, e giura di vendicare tutta la sua famiglia, in quanto è ora l'unico superstite e discendente di regnanti del Borneo ormai spodestati dai bianchi. A seguirlo, c'è un folto drappello di pirati provenienti da tutto il Sud-est asiatico, soprannominati i "tigrotti", per via del coraggio e della sfrontata ferocia che li contraddistingue. Tra di loro, c'è il suo luogotenente e amico Yanez de Gomera, un giovane avventuriero portoghese, che la Tigre considera un fratello. 
Nelle prime pagine del romanzo, nonostante l'opinione contraria di Yanez, Sandokan muove verso Labuan (territorio in via di militarizzazione da parte degli inglesi) per una missione esplorativa; il pirata, però, s'imbatte in un incrociatore inglese, che affonda il suo praho e distrugge il suo equipaggio. Caduto in mare gravemente ferito, Sandokan si spiaggia in preda al delirio proprio sulle sponde della vicina Labuan, dove ricoverato e curato in casa di Lord James Guillonk, capitano di vascello e notabile dell'isola. Entrato nelle grazie di Lord James, Sandokan conquista pure l'amore di sua nipote Marianna, una sedicenne italo-inglese nativa di Napoli soprannominata dai malesi "La Perla di Labuan", per via dello straordinario candore della sua pelle e della sua incredibile bellezza.
Tuttavia, durante una cena in casa Guillonk, il baronetto William Rosenthal, presente al momento dell'attacco al praho del pirata, lo riconosce e informa segretamente Lord James. 
Sandokan, oramai smascherato, è costretto a fuggire, ma promette a Marianna di ritornare a Labuan per riprenderla e portarla via con sé. 
Dopo una rocambolesca fuga dai soldati inglesi, nella giungla di Labuan, si ricongiunge con uno dei suoi ‘tigrotti’, anch’esso naufragato sulla spiaggia dopo la battaglia contro l’incrociatore inglese. 
I due pirati riescono a tornare a Mompracem su una piccola imbarcazione di fortuna ricavata dall’interno del tronco di un albero. Tornato sulla sua isola, racconta a Yanez del suo amore per la donna che ha dovuto lasciare a Labuan e, grazie all’aiuto dell’amico, riuscirà a mantenere la promessa che le ha fatto. 
Al ritorno nel loro covo, Sandokan e Yanez scoprono però che, in loro assenza, i pirati sono stati duramente attaccati dagli inglesi; solo una pausa dai combattimenti consente il matrimonio con Marianna. Tuttavia, al successivo scontro, i tigrotti sono sonoramente sconfitti e i due capi della pirateria finiscono prigionieri degli inglesi. Solo nelle ultime pagine, Sandokan riuscirà in maniera rocambolesca e anche con l'aiuto di Marianna a liberare i suoi prodi e a ritirarsi a Giava con l'amata. Il libro si conclude proprio con la sua drastica dichiarazione di voler ritirarsi per sempre dalla lotta armata contro gli inglesi invasori.

## Personaggi

### Sandokan
È il capo di un gruppo di pirati provenienti da tutto il sud-est asiatico e insediatisi sull'isola di Mompracem. Ha nobili origini, in quanto la sua famiglia regnava in uno degli stati del Borneo, ma gli inglesi, che temevano la potenza emergente del reame, si allearono con gli olandesi e sterminarono tutta la sua famiglia; Sandokan, unico sopravvissuto, si diede così alla pirateria, alla ricerca della vendetta.

### Lady Marianna Guillonk
Nata nel Golfo di Napoli da madre italiana e padre inglese, rimase orfana a 11 anni e fu adottata dallo zio Lord James, con il quale imparò la vita di mare ed i combattimenti. Quando lo zio si stabilisce a Labuan, lei rimarrà con lui, reprimendo gli istinti di combattimento.

### Yanez de Gomera
Un portoghese di circa trentatré anni che tratta Sandokan come un fratello e gli è molto leale. Ha dei lunghi baffi ed ama fumare sigarette. Ha quasi sempre un'espressione beffarda ed è sempre divertito, ma ha una volontà ferrea e sa essere assai freddo. Tra le sue qualità migliori, c'è quella di trasformarsi, vestendo spesso i panni del nemico.

### Lord James Guillonk
Fratello del padre di Marianna e capitano di vascello. Persona solitamente tranquilla e caritatevole, odia però i pirati e sarebbe capace di uccidere la nipote pur di non vederla sposata con Sandokan.

## Edizioni
- Le tigri di Mompracem, copertina di Giuseppe Gamba, Genova, Donath, 1900; II ed. con copertina di Alberto Della Valle, 1906; III ed. con 19 disegni di Carlo Linzaghi, 1911.
- Le tigri di Mompracem, Milano, Antonio Vallardi Editore, 1922, 1924, 1927, 1929, 1939, 1941, 1942, 1943, 1947, 1951, 1971, 1981. - illustrato da Fausto Giobbe, Milano, Sonzogno, 1936, 1942 (fuori commercio).
- Le tigri di Mompracem, Torino, Viglongo, 1947, 1991.
- Le tigri di Mompracem, illustrazioni di Rino Albertarelli, Collana popolare Salgari n.26, Milano, Carroccio, 1947, 1959.
- Le tigri di Mompacem, in:  Emilio Salgari, Edizione annotata. A cura di Mario Spagnol. Il primo ciclo della Jungla. Prefazione di Pietro Citati, vol. I (2 voll. in cofanetto), Collezione Varia Grandi Opere, Milano, Mondadori, ottobre 1969. - Collana I grandi romanzi di E. Salgari n.3, Mondadori, 2011.
- Le tigri di Mompracem, Milano, La Sorgente, 1969.
- Le tigri di Mompracem, illustrazioni di Carlo Alberto Michelini, Collana Salgariana, Milano, Mursia, 1969-2025,  pp. 272, ISBN 978-88-425-3609-3.
- Le tigri di Mompracem, Collana I Garzanti n.381, Milano, Garzanti, luglio 1972.
- Le tigri di Mompracem, testo integrale illustrato, Milano, Rizzoli Mailing, 1975.
- Le tigri di Mompracem, Collana BEN[3]. Sezione Ragazzi, Roma, Newton Compton, 1976. - a cura di Sergio Campailla, BEN Ragazzi, Newton Compton, dicembre 1994 - 2008, ISBN 88-7983-739-7, pp.284.
- Le tigri di Mompracem, ill.ni di Carlo Linzaghi, nota biografica di Rolando Jotti e Cronologia delle opere di Giuseppe Turcato e Piero Zanotto, Collana BUR dei Ragazzi n.406, Milano, Rizzoli, aprile 1981.
- Le tigri di Mompracem, Edizioni Scolastiche Bruno Mondadori, 1989,  pp. 363.
- Romanzi di giungla e di mare. Le Tigri di Mompracem. I misteri della Jungla nera. Un dramma nell'Oceano Pacifico, a cura di Anna Lawson Lucas, con uno scritto di Michele Mari, Collana i millenni, Torino, Einaudi, 2001, ISBN 978-88-061-5964-1. - Collana ET, Einaudi, 2003.
- Sandokan. Le tigri di Mompracem. Le due tigri. Sandokan alla riscossa, Premessa di Antonio Franchini, con scritti di Ferruccio Palazzoli e Vittorio Sarti, Collana Oscar varia, Milano, Mondadori, 2011, ISBN 978-88-046-0778-6.

## Adattamenti

### Cinema
- Sandokan, la tigre di Mompracem, film italiano, regia di Umberto Lenzi, 1963.
- Le tigri di Mompracem, film del 1970.

### Televisione
- Nel 1976, dal romanzo di Salgari, mescolato col terzo libro della saga (I pirati della Malesia), andò in onda sulla RAI, in 6 parti, lo sceneggiato televisivo d'immenso successo Sandokan, per la regia di Sergio Sollima e interpretato da Kabir Bedi, Carole André, Philippe Leroy, Andrea Giordana e Adolfo Celi.
- Sandokan, serie RAI prodotta da Lux Vide, in onda alla fine del 2025 o all'inizio del 2026, diretta da Jan Maria Michelini e Nicola Abbatangelo. L'attore Can Yaman interpreta il protagonista, Alanah Bloor il ruolo di Marianna, Ed Westwick come Lord Brooke, Alessandro Preziosi sarà Yanez de Gomera. Altri attori: John Hannah, Madeleine Price, Gilberto Gliozzi, Mark Grosy e Samuele Segreto.[4]